# Cleisostoma nangongense
Cleisostoma nangongense är en orkidéart som beskrevs av Zhan Huo Tsi. Cleisostoma nangongense ingår i släktet Cleisostoma, och familjen orkidéer. Inga underarter finns listade i Catalogue of Life.